# Philadelphia High School for Girls
La Philadelphia High School for Girls, nota anche come Girls' High, è una scuola superiore pubblica di preparazione al college per ragazze a Filadelfia, in Pennsylvania.
La scuola, che è stata fondata nel 1848, è stata una delle prime scuole pubbliche per donne. È una scuola magnete del distretto scolastico di Filadelfia con un processo di ammissione altamente competitivo. Vincit qui se vincit (conquista chi conquista se stesso) è il motto della scuola. Si trova tra Broad Street e Olney Avenue, nel quartiere Logan di Filadelfia.

## Storia

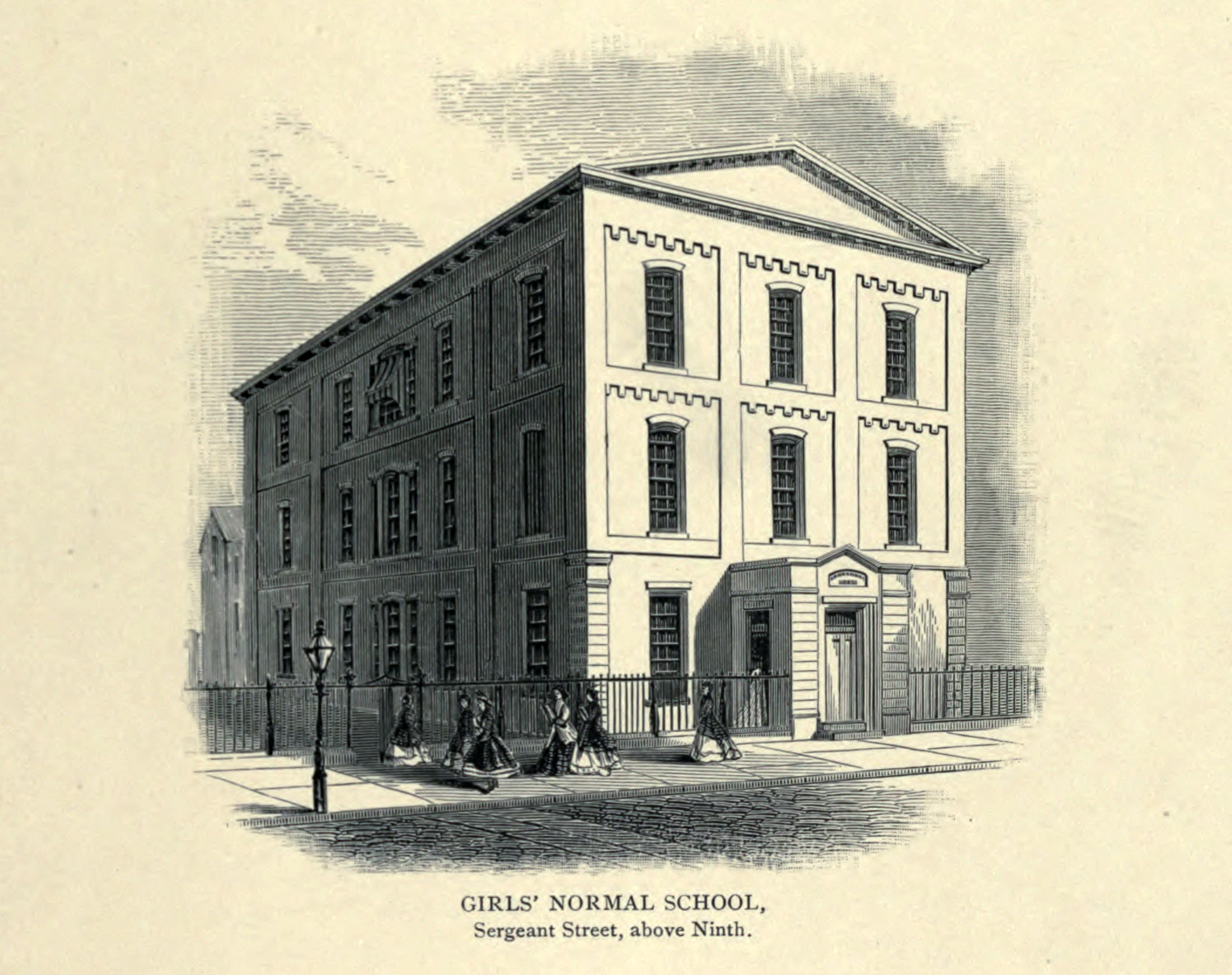
Scuola Normale Femminile, Sergeant St. sopra il 9, 1853

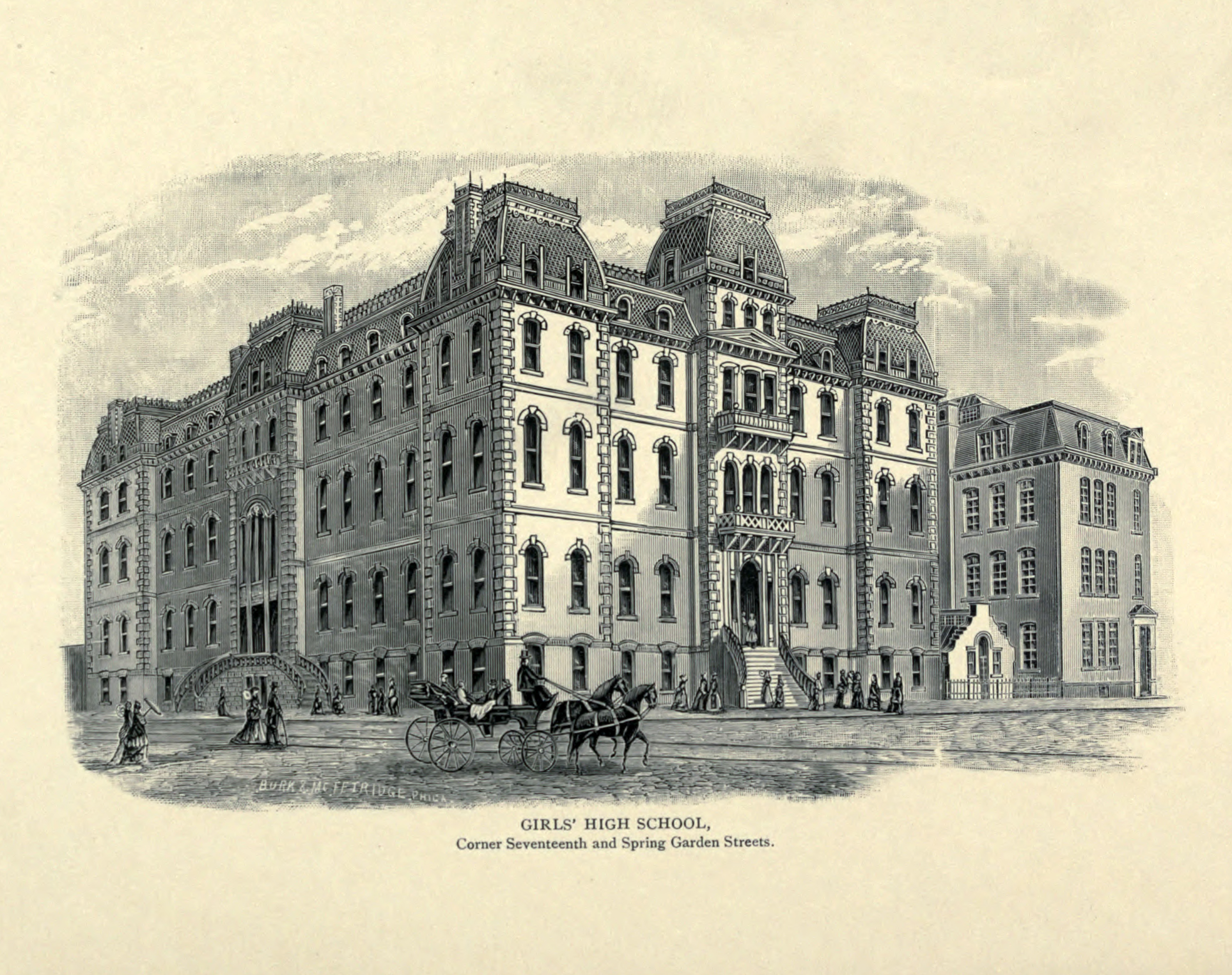
Girls High School, 17th and Spring Garden Sts. 1876

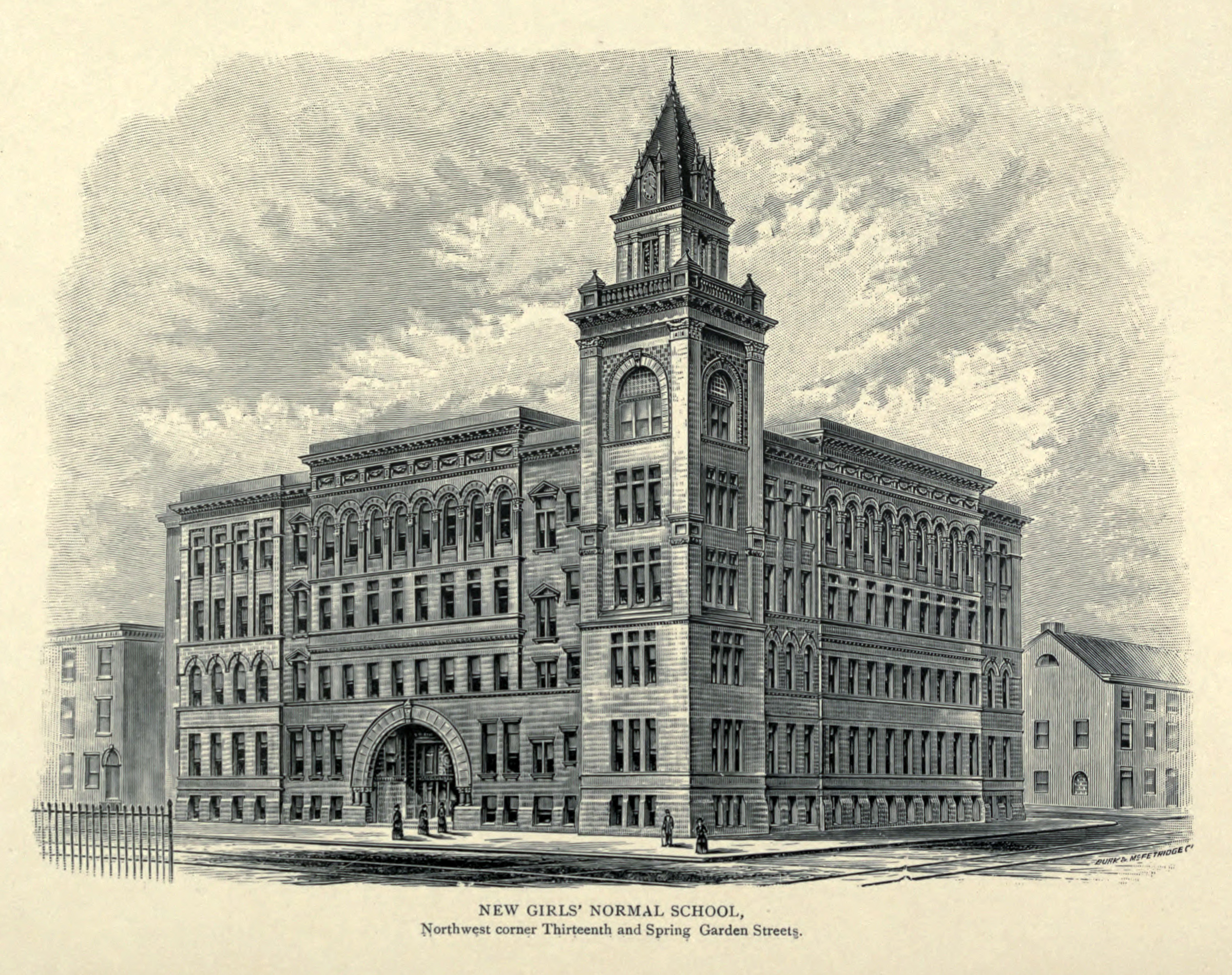
New Girls Normal School, 13a e Spring Garden Sts. 1893

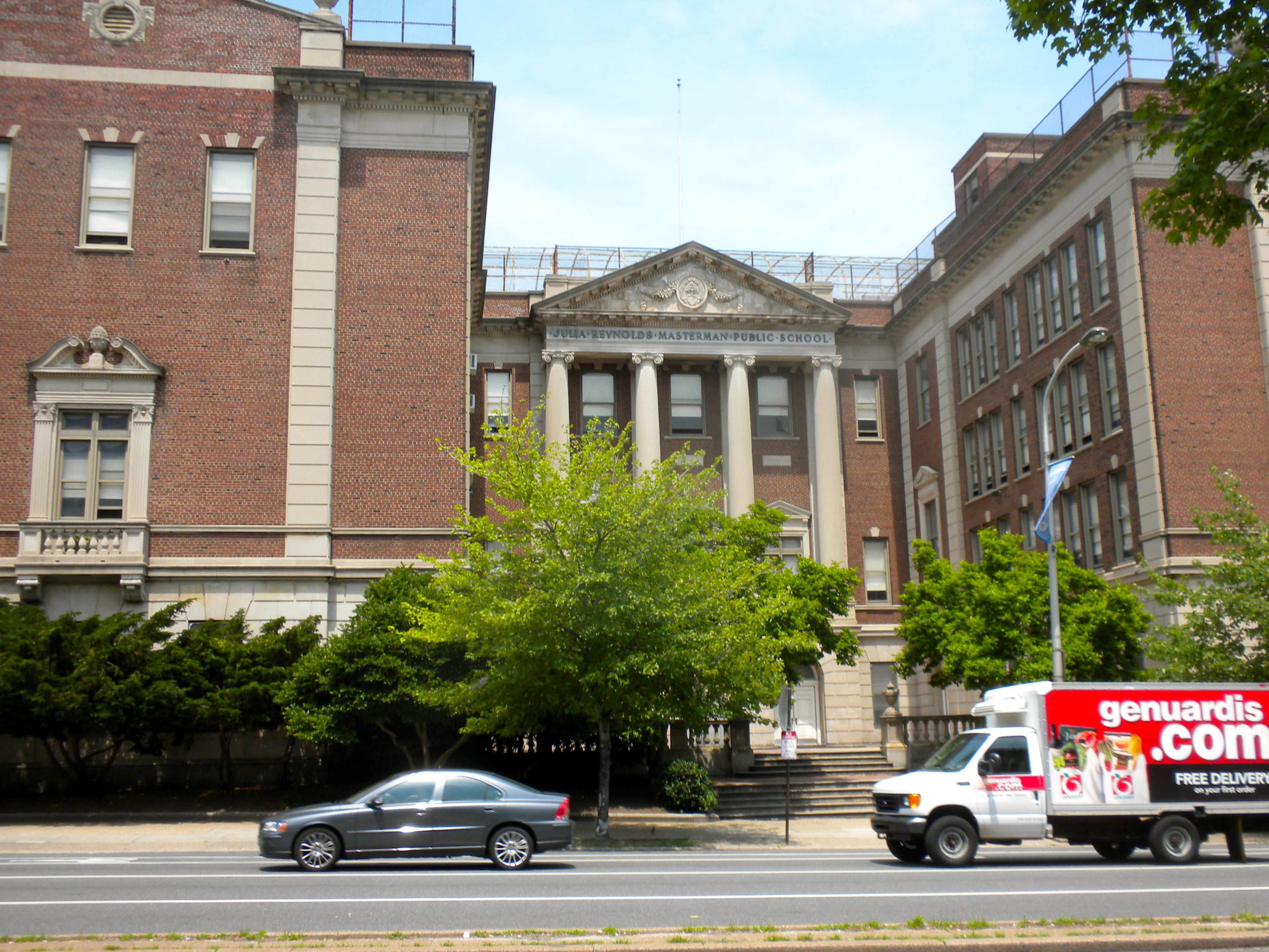
Il precedente campus della Girls' High, ora Julia R. Masterman School, che ha ospitato la scuola dal 1933 al 1958

Nel 1848, la Girls' Normal School fu fondata come prima scuola pubblica secondaria per donne in Pennsylvania. Fu anche la prima scuola per insegnanti degli Stati Uniti sostenuta dal comune. La prima sessione didattica si tenne il 1° febbraio 1848. Nel giugno del 1848 gli studenti iscritti erano 149, un numero incredibilmente alto per una scuola dell'epoca. La scuola continuò a crescere, costringendola a trasferirsi nel 1854 in Sergeant Street, tra la Nona e la Decima Strada.
Nell'aprile 1854 il nome della scuola fu cambiato in Girls' High School of Filadelfia. Nel giugno 1860 65 diplomate avevano ricevuto il diploma con il nome della Girls' High School. Nel 1860 il nome della scuola fu nuovamente cambiato in “The Girls' High and Normal School” per definire meglio il “progetto dell'istituzione” come scuola per un'educazione limitata alle materie accademiche e per futuri insegnanti.
Nell'ottobre del 1876 tra la Diciassettesima strada e la Spring Garden fu costruita una nuova scuola che “per comodità e comfort non avrà probabilmente rivali”. All'epoca era superata in dimensioni solo dal Girard College e dall'Università della Pennsylvania.
Nel 1893 la High School e la Normal School furono separate in due istituzioni distinte. In quel periodo l'istituto divenne noto come Filadelfia High School for Girls. La scuola offriva tre corsi paralleli: un corso generale di tre anni con un possibile anno post-laurea, un corso classico di quattro anni e un corso commerciale di tre anni. Nel 1898 un corso di latino-scientifico “fu progettato per preparare le studentesse al Women's Medical College, alla Università Cornell, ai college Vassar, Wellesley, Smith, Barnard o ai corsi dell'Università della Pennsylvania aperti alle donne”.
All'inizio degli anni '30 la scuola sopravvisse ai tentativi di fusione con la William Penn High School. Ex-allieve, docenti e amici della scuola si dedicarono alla sua conservazione.
Nel 1933 fu costruita una nuova scuola tra la diciassettesima e Spring Garden Street per sostituire quella che sorgeva in quel luogo dal 1876. Questo edificio storico, oggi sede della Julia R. Masterman School, è stato inserito nel 1976 nel Registro nazionale dei luoghi storici.
Nel maggio 1976 la vicepreside Florence Snite denunciò Katherine Day per diffamazione perché aveva organizzato una manifestazione di protesta contro la politica dell'amministrazione che impediva alle alunne lesbiche di partecipare al ballo di fine anno.
Nel 1958 la scuola divenne di nuovo troppo grande e si trasferì nell'attuale sede tra Broad Street e la Olney Avenue. In fondo alla strada, tra Ogontz e la Olney Avenue, si trova la Central High School, che fino al 1983 era una scuola per soli uomini. Prima che la Central diventasse coeducativa, le due scuole avevano un rapporto di collaborazione.

## Tradizioni
- Sorella maggiore, sorella minore - Le senior sono abbinate alle matricole e fungono da “sorelle maggiori”. Le "sorelle maggiori" garantiscono un aiuto transitorio alle loro "sorelle minori".
- Giorno delle matricole, giorno delle bienni, giorno delle giovani - A ogni classe viene assegnato un giorno in cui viene celebrata. Le studentesse della classe festeggiata in genere sfoggiano fiori del colore della loro classe, organizzano uno spettacolo nell'auditorium e tengono un tè o un altro incontro sociale.
- Giornata delle Senior - Le studentesse dell'ultimo anno vengono premiate per i loro risultati accademici ed extracurricolari. Dopo la cerimonia di premiazione, pranzano, spesso sullo Spirit of Filadelfia o alla Chart House.
- Il concorso - iniziato nel 1913, si è evoluto nel corso degli anni. Le studentesse dell'ultimo anno e le matricole si uniscono per competere contro le studentesse del secondo e del terzo anno in una serie di concorsi che durano alcune settimane.
- Fiera della contea - una fiera pomeridiana che coinvolge tutta la scuola e alla quale ogni classe contribuisce con cibo, giochi e intrattenimento. Tutto il denaro guadagnato durante la fiera della contea viene devoluto a un ente di beneficenza scelto dal consiglio vincitore.
- Canzoni della stagione - Lo spettacolo delle vacanze della scuola. Il programma inizia con la processione dei membri del coro Treble Clef della scuola in un auditorium completamente buio. Ogni membro del coro porta una singola candela accesa e canta “Hodie Christus Natus Est” di Benjamin Britten. Lo spettacolo prosegue con le esibizioni festive dei vari gruppi extrascolastici e dei club etnici della scuola. Jill Scott, una ex alunna della Girls' High, ha fatto un'apparizione durante le Canzoni della stagione nel 2006.
- Cerimonia di consegna dei diplomi - cerimonia all'Academy of Music e ora al Kimmel Center. Tutte le diplomate indossano abiti bianchi e portano un bouquet di garofani rossi.

### L'inno della scuola
L'inno della scuola è composto da due parti. Alma Mater è stata scritta da Grade Gordon (1906) con musica di F. Edna Davis (1906). Fidelitas è stato scritto da Emily Loman nel giugno 1915.

## Ex allieve di spicco
- Erika Alexander - attrice e produttrice
- Gloria Allred - avvocato
- Leslie Esdaile Banks - scrittrice
- Deborah Batts - Giudice della Corte distrettuale degli Stati Uniti d'America per il distretto meridionale di New York
- Becky Birtha - poetessa e autrice
- Susan Braudy - autrice, giornalista e candidata al Pulitzer
- Elaine Brown - prima donna a capo del Black Panther Party
- Vanessa Lowery Brown - membro democratico della Camera dei Rappresentanti della Pennsylvania, condannata per corruzione[8]
- Blondell Reynolds Brown - politica; unica donna a ricoprire la carica di consigliere comunale di Filadelfia At-Large 1999-2015.
- Bebe Moore Campbell - autrice
- Mary Schmidt Campbell - presidente dello Spelman College
- Barbara Chase-Riboud - artista, scultrice, scrittrice di bestseller e poetessa pluripremiata
- Constance Clayton - prima donna e prima afroamericana sovrintendente del Distretto scolastico di Filadelfia
- Mae Virginia Cowdery - poetessa
- Maria Donatucci - Rappresentante di Stato del 185° distretto e attuale presidente del Comitato per la funzione pubblica (1972).
- Reed Erickson - filantropo; uomo transgender che ha contribuito al sostegno precoce al movimento LGBT
- Jessie Redmon Fauset - scrittrice del Rinascimento di Harlem; editrice di The Crisis.
- Eileen Folson - musicista nominata ai Grammy, compositrice di Broadway (1974)
- Shirley Clarke Franklin - prima donna sindaco di Atlanta, GA
- Vanessa Northington Gamble - medico; autorità in materia di salute pubblica; ha presieduto il Comitato per l'eredità dello studio sulla sifilide di Tuskegee.
- Julie Gold - cantautrice e cantante vincitrice di un Grammy (1974)
- Tina Sloan Green - atleta
- Edith Grossman - traduttrice di letteratura latinoamericana moderna
- Helene Hanff - scrittrice, ha scritto 84 Charing Cross Road
- Barbara Harris - prima donna ad essere ordinata vescovo della Chiesa episcopale.
- Lillian Hoban - illustratrice e scrittrice americana per bambini; ha pubblicato in oltre 1.400 pubblicazioni; vincitrice del Lewis Carroll Shelf e del Christopher Award.
- Minnie Kenny - crittologa; impiegata all'inizio dell'NSA; ex capo del linguaggio e della linguistica per l'Ufficio delle tecniche e degli standard dell'NSA.[9]
- Milly Koss - pioniera dell'informatica
- Virginia Knauer - consigliere economico del presidente Nixon e del presidente Ford; primo direttore dell'Ufficio per gli affari dei consumatori.
- Pinkie Gordon Lane - primo poeta afroamericano laureato della Louisiana
- Carol Lazzaro-Weis - professoressa di italiano e francese, traduttrice e studiosa
- Lisa Lopes - membro del gruppo americano femminile più venduto di tutti i tempi, TLC
- Frederica Massiah-Jackson - Presidente della Corte d'appello di Filadelfia
- Jeanette DuBois Meech - evangelista ed educatrice industriale
- Pauline Oberdorfer Minor - una delle fondatrici della confraternita Delta Sigma Theta.
- Wanda Nesbitt - Ambasciatrice degli Stati Uniti in Namibia (1974)
- Barbara Nissman - pianista della grande tradizione romantica
- Ann Hobson Pilot - arpista principale dell'Orchestra Sinfonica di Boston
- Howardena Pindell - artista, prima curatrice afroamericana al MoMA, attivista per le minoranze nelle arti, ricercatrice e scrittrice.
- Rebecca S. Pringle - presidente della National Education Association[10]
- Liza Redfield - Direttrice d'orchestra, pianista e compositrice americana; prima donna a dirigere a tempo pieno un'orchestra di Broadway.
- Katherine Gilmore Richardson - politica; membro del Consiglio comunale di Filadelfia in carica
- Lisa Richette - giudice della Court of Common Pleas di Filadelfia, pioniera del diritto, attivista sociale e autrice.
- Judith Rodin - prima donna Presidente dell'Università della Pennsylvania; Presidente della Fondazione Rockefeller
- Jill Scott - cantante e attrice
- Dolores Sloviter - prima donna nominata Giudice Capo della Corte d'Appello degli Stati Uniti, Terzo Circuito
- Marion Stokes - attivista per i diritti civili, membro del consiglio di amministrazione della National Organization of Women e filantropa. Archivista di dati e media che ha registrato per decenni tutti i notiziari. I suoi 70.000 nastri sono in corso di digitalizzazione da parte di Internet Archive.[11][12][13]
- Zoe Strauss - fotografa; membro designato di Magnum Photos
- C. Delores Tucker - politico e attivista per i diritti civili
- Mary L. Washington - politico[14]
- Helen L. Weiss - compositrice e pianista
- Lisa Yuskavage - artista

## Polemiche
A Hafsah Abdur-Rahman, una studentessa musulmana, fu negato il diploma sul palco dal preside della scuola dopo aver eseguito la danza Griddy durante la cerimonia di consegna dei diplomi il 9 giugno 2023.

## Docenti di rilievo
- Ida Augusta Keller - fisiologa delle piante; ha insegnato nella scuola dal 1893 al 1930[16][17]